# 413 Edburga
413 Edburga là một tiểu hành tinh ở vành đai chính. Nó được Max Wolf phát hiện ngày 7.01.1896 ở Heidelberg. Không biết rõ nguồn gốc tên của nó.